# Jos sä tahdot niin (Jippu e Samuli Edelmann)
Jos sä tahdot niin (in finlandese "Se tu volessi") è un singolo dei musicisti finlandesi Jippu e Samuli Edelmann, pubblicato attraverso la Warner Music Finland nel 2010. Il brano, cover della versione originale di Hector, proviene dall'album Pimeä onni ed è la colonna sonora per il film Jos rakastat.
Un video musicale del brano è stato pubblicato l'11 novembre 2009 sull'account ufficiale dell'etichetta discografica.
Il singolo entrò nelle classifiche finlandesi e raggiunse la prima posizione in quella dei singoli più comprati e più scaricati.

## Tracce
Download digitale
1. Jos sä tahdot niin – 3:54

CD
1. Jos sä tahdot niin – 3:54
2. Jos sä tahdot niin (Video musicale)
3. Trailer del film "Jos rakastat"

## Classifica
| Classifica           | Massima posizione |
| -------------------- | ----------------- |
| Finlandia            | 1                 |
| Finlandia (digitale) | 1                 |
| Finlandia (radio)    | 91                |